# Comerç català medieval

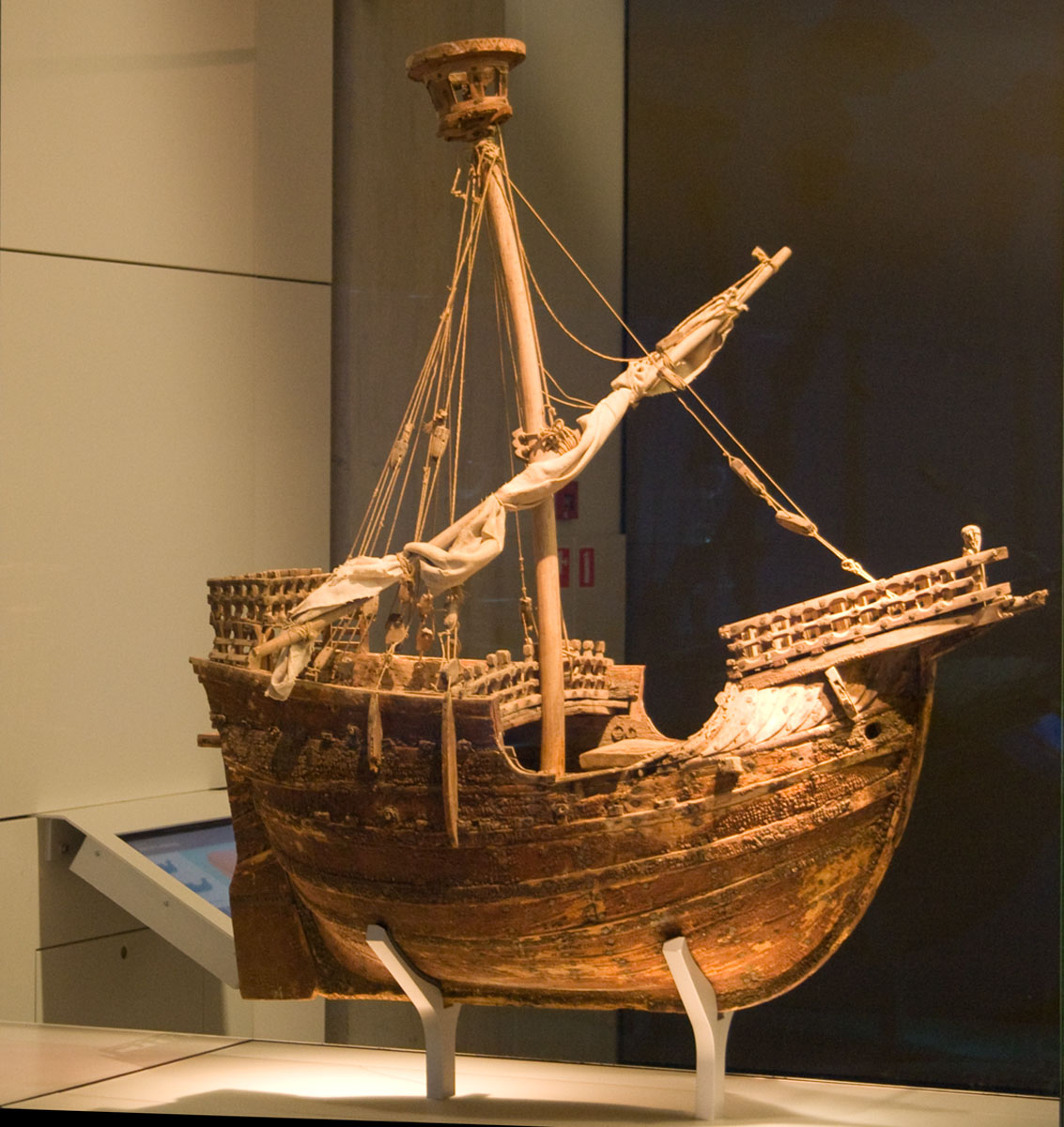
Nau típica medieval catalana: la Coca de Mataró, conservada a partir d'un exvot que van donar uns mariners que van sobreviure a una tempesta.

L'expansió del comerç català medieval de la Corona d'Aragó es va canalitzar en cinc direccions: la Mediterrània oriental, la Mediterrània occidental, la península Itàlica, la península Ibèrica i l'Europa continental i de l'Atlàntic nord.

## Expansió comercial

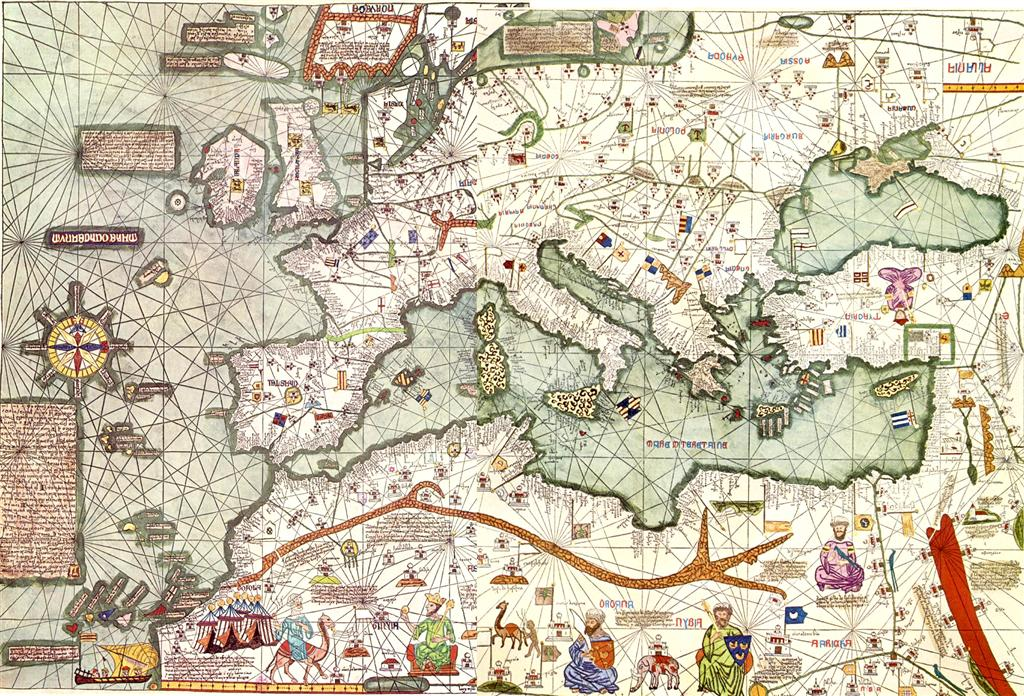
Una part de l'Atles Català d'Abraham i Jafudà Cresques, jueus mallorquins

### La Mediterrània oriental
La Mediterrània oriental, anomenada Llevant o ultramar, era la ruta més rica del comerç català. Més enllà de l'estret de Messina, les embarcacions que s'hi endinsaven dividien el rumb de la manera següent: unes, navegant a través de les illes gregues i fent escala eventualment a Quios i a Eubea, s'adreçaven a Constantinoble; d'altres, fent escala a  Rodes, lloc de residència d'una important colònia catalana, es dirigien a Beirut (Síria) i a Alexandria (Egipte).
Al sector de l'Egeu i a Constantinoble, on els catalans gaudien de privilegis, hi venien productes agrícoles (safrà, oli) i de fabricació (draps, dagues, corall), i hi compraven primeres matèries (alum, cera, coure, cotó) i esclaus.
Al sector de  Rodes, Síria i Egipte els mercaders catalans també venien productes agropecuaris i de fabricació i es proveïen d'articles de procedència llunyana, sobretot espècies (gingebre, pebre, canyella, laca, encens), que eren productes cars i fàcils de transportar, susceptibles de donar un ampli marge de beneficis.
El comerç oriental era "el corrent més important del comerç internacional de Barcelona, que li devia totes les seves fortunes i la prosperitat de la seva classe dirigent".

### Mediterrània occidental
La Mediterrània occidental era, per als catalans, un àmbit familiar en què històricament es barrejaven interessos mercantils, dinàstics i militars, i en què el domini polític reforçava o garantia l'auge dels mercaders. Les àrees d'acció preferent eren el nord d'Àfrica, Sicília i Sardenya:
- L'Àfrica septentrional fou el primer gran mercat dels catalans, que van saber aprofitar les rivalitats entre els sultans de la zona per guanyar-hi avantatges fiscals i posicions polítiques. Hi venien productes molt diversos, agropecuaris, de fabricació (sobretot draps) i de reexportació, i hi obtenien esclaus, or, blat, llana, lli, cera, cuir, corall i productes exòtics.

- Sicília va ser per als mercaders de la Corona d'Aragó una escala en la navegació cap a l'Orient, Nàpols i el nord d'Àfrica, alhora que un lloc d'intercanvi directe, centrat en ciutats com Palerm, Messina, Catània i Siracusa, on hi havia colònies de catalans que, a més, prosperaven gràcies al crèdit, el comerç del diner i l'assegurança. De Sicília els catalans obtenien blat, corall, seda, sucre i cotó, és a dir, productes per a l'alimentació i la indústria pròpies i per a la reexportació. En canvi hi venien productes catalans, agrícoles i industrials diversos (sobretot draps) i de reexportació.

- Sardenya era més aviat una escala de la navegació catalana cap a ultramar, Nàpols, Sicília i Tunis. Tanmateix, hi havia un comerç directe sardocatalà de volum escàs perquè l'illa i la clientela sarda no eren gaire rics. Els carregaments catalans cap a Sardenya eren, doncs, poc importants i molt heterogenis, si bé els draps i el vi hi ocupaven un lloc important. En canvi, als ports sards es carregava sal, blat, llana, formatge, cuir, argent, plom, corall.

### Península italiana
La península italiana fou una altra zona oberta al comerç català:
- Al sud, el Regne de Nàpols, que va ser conquerit pel comte-rei Alfons el Magnànim en ple segle xv, era una zona internacional d'intercanvi on se celebraven les fires de Nàpols, Gaeta i Salern, centres de proveïment i de reexportació per als mercaders que operaven a ultramar i de comerç triangular dins de la Mediterrània occidental. Els catalans hi obtenien aliments (vi, blat), esclaus i primeres matèries (cotó, seda), i hi venien productes de reexportació (procedents de Sicília) i productes propis: draps, llana, cuir, safrà, sal.

- La Toscana, amb les ciutats de Pisa i Florència, va ser segurament la zona italiana menys favorable al comerç català a causa de la competència dels mercaders florentins, molt actius als Països Catalans, on col·locaven teixits de luxe, mentre que els catalans els venien matèries primeres (llana, sal), espècies (safrà, grana), aliments (arròs, fruita seca) i teixits de qualitat mitjana (draps de llana).

- Amb Gènova, a la Ligúria, les relacions van ser problemàtiques, a vegades obertament hostils a causa de la competència catalana i de la conquesta de Sardenya, on genovesos i pisans tenien interessos. Malgrat les mesures proteccionistes adoptades per Gènova, els catalans venien als genovesos llana, draps i espècies, i els genovesos als catalans pastell i alum. En bona part eren productes de reexportació.

- De la capital de la Llombardia, Milà, els catalans obtenien pastell, fustanys i productes metal·lúrgics, mentre que hi col·locaven productes diversos com ara pells, grana i llanes. Els mercaders milanesos eren actius a Barcelona i a València.

- Finalment, el comerç a l'Adriàtic (Venècia, Ragusa, Ancona) era clarament favorable als catalans, que hi venien productes alimentaris, llana, draps i d'altres, entre els quals alguns de sicilians, i a canvi n'obtenien ducats.

### La península Ibèrica
La intensitat dels intercanvis amb els territoris peninsulars que no formaven part de la Corona d'Aragó era desigual: així, mentre amb el regne de Granada i la corona de Portugal, per exemple, sempre va ser un mercat marginal per als catalans, més interès potencial presentava l'Andalusia castellana, en concret Sevilla, però aquí, tot i els privilegis obtinguts, el volum de negocis catalans mai va ser considerable.
Diferent era la situació dels mercats de l'interior de la península, als quals s'accedia a través d'Aragó. A través de la conca de l'Ebre el territori català es proveïa de productes hispànics i reexpedia cap a l'interior peninsular productes nord-africans, mediterranis, orientals i de la mateixa indústria.
Al final de l'edat mitjana la marina castellana va arribar a la Mediterrània, on va rivalitzar en la indústria del transport amb la catalana, i els mercaders andalusos van començar a ser actius en mercats catalans on venien, entre altres productes, peix assecat o salat, cuirs, ferro, etc.

### Europa continental i de l'Atlàntic nord
L'Europa continental i de l'Atlàntic nord era un àmbit essencial del comerç català:
- Al Llenguadoc, un cop superats els problemes fronterers amb França derivats de les guerres de Sicília, els catalans s'hi proveïen de blat i pastell, i hi venien productes diversos, però sobretot draps i espècies orientals.

- A través dels països del Roine i del Saona arribaven productes molt diversos del nord i de l'est d'Europa, i també de Savoia, Ligúria, Llombardia i Alemanya meridional, entre els quals tells de lli i cànem, fustanys, coure, llautó i metal·lúrgia, que els mercaders catalans pagaven amb espècies orientals i safrà produït a Catalunya.

- Els Països Baixos i Anglaterra, els països més septentrionals als quals Catalunya dirigia el seu comerç, eren de vital importància perquè absorbien una bona part de l'única producció agrícola catalana orientada cap a la venda a l'exterior (el safrà) i perquè permetien reexportar amb beneficis una part important de les espècies adquirides a ultramar. A canvi, els catalans importaven llana d'Anglaterra i sobretot teixits rics de Flandes.

En resum, en la plenitud del món medieval bona part de la prosperitat catalana reposava en aquesta estructura mercantil que integrava, en les activitats de producció i en el comerç, sectors socials molt diversos, generava beneficis particulars i alimentava les finances públiques.
Els circuits mercantils estaven integrats en una lògica global que en bona part es basava en la reexportació de productes, és a dir, en la comercialització fora del territori català de mercaderies adquirides en altres països, sobretot espècies orientals i teixits flamencs, i en la integració en aquesta estructura d'una part de la pròpia producció, sobretot safrà i draps de llana.
Atesa la interrelació de les rutes marítimes i la reexportació, és lògic que la balança comercial presentés dèficits en unes rutes i superàvits en unes altres, però tots els indicadors mostren que el saldo final era favorable.

## El comerç interior penínsular
Els intercanvis entre els mateixos països de la Corona d'Aragó penínsular foren molt importants.
Així, les relacions comercials entre els regnes de Catalunya i Aragó eren fluides: Catalunya trobava en l'agricultura (blat) i la ramaderia (llana, carn) d'Aragó productes que permetien posar remei a les mancances de la població. A canvi, Aragó se servia de la mediació de Catalunya per accedir a productes mediterranis d'importació (espècies, teixits de luxe, esclaus).
Catalunya, el Regne de Valencia i les Illes també van mantenir intenses relacions comercials: els catalans eren els principals clients de la producció valenciana (llana, seda, lli, arròs, fruita) que en part reexportaven, i encara que els valencians compraven poc a Catalunya els catalans compensaven el desequilibri invertint capitals al Regne de Valencia i fent de transportistes marítims.
En el tràfic mercantil entre Mallorca i el Regne de Valencia, en el qual predominava l'intercanvi de productes alimentaris i primeres matèries, la balança comercial era més equilibrada.

## La indústria naval

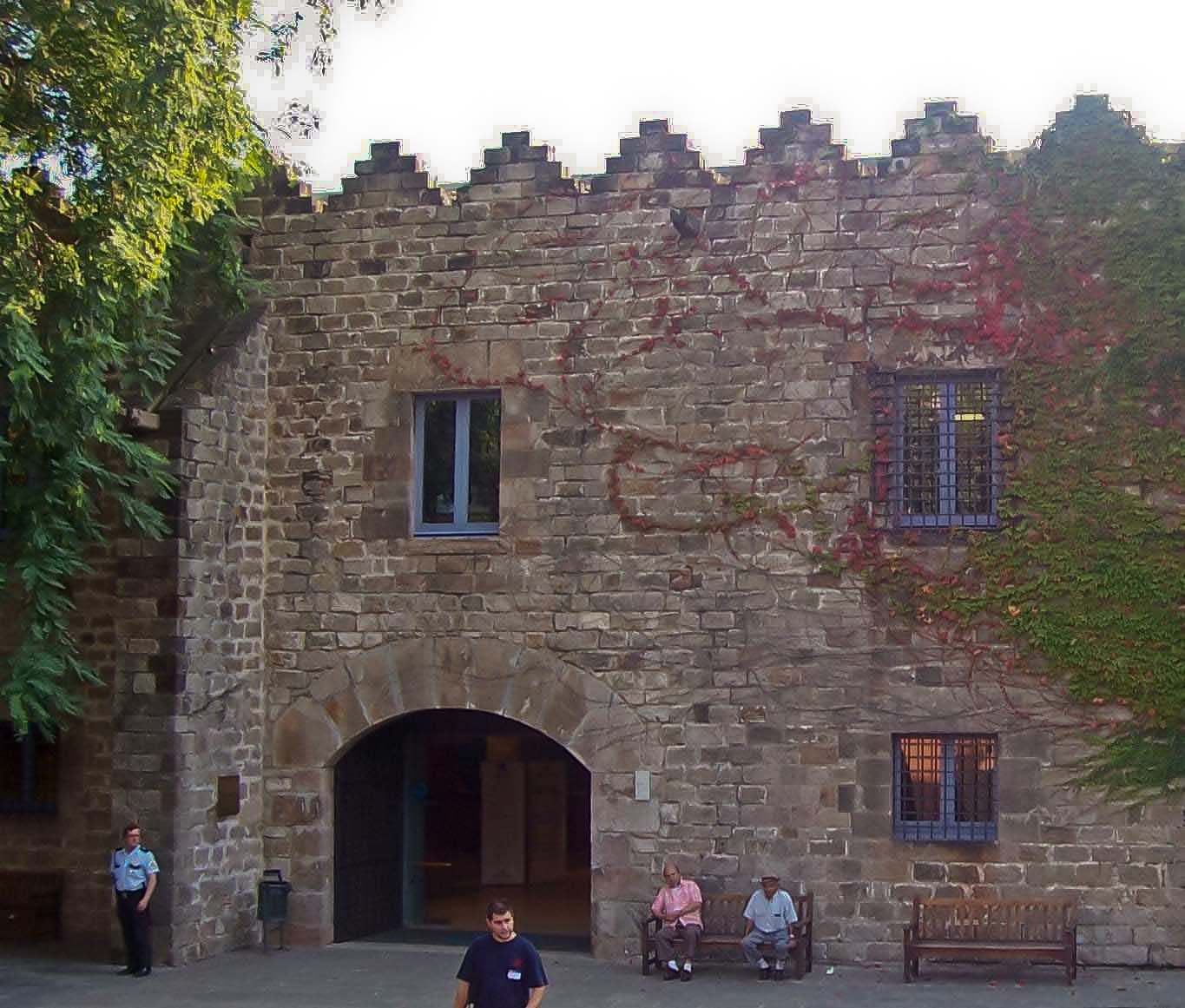
Entrada al Museu Marítim de Barcelona dins l'edifici de les Drassanes Reials de Barcelona.

El transport marítim es recolzava sobre una potent indústria naval, sector en què el capital privat trobava el suport dels poders públics. Els vaixells es construïen a les drassanes, que eren espais i edificis vora el mar.
Tanmateix, construir embarcacions, sobretot quan eren de gran tonatge, implicava inversions fortes que els particulars afrontaven associant-se entre ells. El resultat eren uns vaixells de més d'un propietari (parçoners), que els explotaven conjuntament i es repartien els beneficis dels nòlits.

### Les drassanes de Barcelona
La construcció de les drassanes de Barcelona va començar per iniciativa de Jaume I (1243), però l'impuls decisiu el van donar el comte-rei Pere el Cerimoniós, la ciutat i la Generalitat el segle xiv, època en què van quedar enllestides les vuit grans naus paral·leles. Aquestes drassanes van dotar als mercaders i a la monarquia d'una marina potent que tant servia per a comerciar com per a fer la guerra.

### Les embarcacions
Les embarcacions emprades en el comerç mediterrani de la baixa edat mitjana pertanyien a dues tradicions nàutiques: la llatina i l'atlàntica.
La llatina, de vaixells de rems, línies planes i vela triangular. Al seu torn, els vaixells de rems s'agrupaven en dues famílies: la família de la galera, que era l'embarcació més utilitzada pels catalans en les línies llargues de navegació, amb una capacitat de càrrega d'entre 10 i 40 tones Moorsom; i la família del lleny, d'una capacitat no superior a 10 tones, destinat a la navegació de cabotatge.
L'atlàntica, de vaixells rodons i vela quadrada. Els principals vaixells rodons que navegaven per la Mediterrània, i que en part pertanyien a naviliers del Cantàbric, eren les naus, d'una capacitat de càrrega de 150 a 200 tones, i les coques.